# Distrito de Parchim
El Distrito de Parchim (en alemán, Landkreis Parchim) era un distrito del estado federal de Mecklemburgo-Pomerania Occidental (Alemania). El 4 de septiembre de 2011 se fusionó con el distrito de Ludwigslust para constituir el nuevo distrito de Ludwigslust-Parchim.
Los distritos vecinos eran: al norte el distrito de Mecklemburgo Noroccidental y el distrito de Güstrow; al este, el distrito de Müritz; al sur, el distrito de Pringnitz (Brandenburgo); y al oeste, el distrito de Ludwigslust, así como la ciudad independiente de Schwerin. La capital del distrito era la ciudad de Parchim.

## Historia
El distrito se constituyó en el año 1994 con la unión de diversos municipios de los disueltos distritos de Parchim y Lübz, así como con partes del distrito de Sternberg y del distrito de Schwerin-Land.

## Antigua composición del distrito
(Recuento de habitantes al 30 de junio de 2006)
Ciudades
- Parchim, ciudad * (19.280)

Unión de Municipios/Ciudades (Amt)
* Ubicación de la Administración del amt
| - 1. Amt Banzkow 1. Banzkow * (2.157) 2. Goldenstädt (665) 3. Plate (3.571) 4. Sukow (1.546) - 2. Amt Crivitz 1. Barnin (478) 2. Bülow (385) 3. Crivitz, ciudad * (4.853) 4. Demen (1.139) 5. Friedrichsruhe (976) 6. Göhren (397) 7. Tramm (611) 8. Wessin (499) 9. Zapel (463) - 3. Amt Eldenburg Lübz 1. Broock (419) 2. Gallin-Kuppentin (628) 3. Gischow (300) 4. Granzin (539) 5. Herzberg (388) 6. Karbow-Vietlübbe (431) 7. Kreien (427) 8. Kritzow (557) 9. Lübz, ciudad * (6.149) 10. Lutheran (335) 11. Marnitz (851) 12. Passow (785) 13. Siggelkow (1.037) 14. Suckow (672) 15. Tessenow (698) 16. Wahlstorf (153) 17. Werder (471) | - 4. Amt Goldberg-Mildenitz 1. Diestelow (493) 2. Dobbertin (1.313) 3. Goldberg, ciudad * (3.666) 4. Langenhagen (132) 5. Mestlin (935) 6. Neu Poserin (611) 7. Techentin (605) 8. Wendisch Waren (408) - 5. Amt Ostufer Schweriner See 1. Cambs (725) 2. Dobin am See (1.989) 3. Gneven (421) 4. Godern (332) 5. Langen Brütz (507) 6. Leezen * (2.234) 7. Pinnow (1.637) 8. Raben Steinfeld (1.151) - 6. Amt Parchimer Umland (Sitz: Parchim) 1. Damm (552) 2. Domsühl (1.146) 3. Grebbin (524) 4. Groß Godems (389) 5. Groß Niendorf (248) 6. Karrenzin (666) 7. Klinken (370) 8. Matzlow-Garwitz (681) 9. Raduhn (542) 10. Rom (895) 11. Severin (284) 12. Spornitz (1.492) 13. Stolpe (409) 14. Ziegendorf (767) 15. Zölkow (671) | - 7. Amt Plau am See 1. Barkhagen (619) 2. Buchberg (634) 3. Ganzlin (583) 4. Karow (901) 5. Plau am See, Stadt * (5.815) 6. Wendisch Priborn (470) - 8. Amt Sternberger Seenlandschaft 1. Blankenberg (454) 2. Borkow (533) 3. Brüel, ciudad (3.064) 4. Dabel (1.494) 5. Hohen Pritz (515) 6. Kobrow (480) 7. Kuhlen-Wendorf (1.023) 8. Langen Jarchow (281) 9. Mustin (525) 10. Sternberg, Stadt * (4.694) 11. Weitendorf (487) 12. Witzin (522) 13. Zahrensdorf (387) |